# Гострий та тупий трикутники
Гострий трикутник — це трикутник з усіма гострими кутами (менше 90 °). Тупий трикутник — це трикутник з одним тупим кутом (більше 90 °) і двома гострими. Оскільки сума кутів трикутника повинна дорівнювати 180 °, трикутник не може мати більше одного тупого кута. Гострокутні та тупокутні трикутники — це два різних типи похилих трикутників — трикутників, які не є прямокутними, оскільки вони не мають кута у 90 °.
| Right triangle | Obtuse triangle                                                              | Acute triangle |
| Прямий         | Тупий                                                                        | Гострий        |
|                | {\displaystyle \underbrace {\qquad \qquad \qquad \qquad \qquad \qquad } _{}} |                |
|                | Похилі                                                                       |                |

## Властивості
У всіх трикутниках центроїд — це перетин медіан, кожна з яких з'єднує вершину з середньою точкою протилежної сторони, а центр вписаного кола — це центр кола, який внутрішньо дотичний до всіх трьох сторін і знаходиться всередині трикутника. Проте, якщо ортоцентр та центр описаного кола розташовані всередині гострого трикутника, вони є зовнішніми для тупого трикутника.
Ортоцентр — точка перетину трьох висот трикутника, кожна з яких перпендикулярно з'єднує сторону з протилежною вершиною. У випадку з гострим трикутником, всі три з цих сегментів лежать цілком у трикутнику, і тому вони перетинаються в його межах. Але для тупого трикутника висоти з двох гострих кутів перетинаються лише з точками дотику протилежних сторін. Ці висоти цілком виходять за межі трикутника, внаслідок чого вони перетинаються одна з одною (а отже, і з розширеною висотою від куточної вершини), що виникають у зовнішньому трикутнику.
Аналогічно, центр описаного кола — це перетин трьох паралельних бісектрис, який є центром кола, який проходить через всі три вершини і знаходиться всередині гострого трикутника, але поза межами тупого. Прямокутний трикутник є особливим випадком: центр описаного кола і ортоцентр лежать на його межі. У будь-якому трикутнику будь-які два вимірювані кути A і B, протилежні сторонам a та b, відповідно, пов'язані таким чином:p. 264
{\displaystyle A>B\quad {\text{тоді й лише тоді, коли}}\quad a>b.}
З цього випливає, що найдовша сторона в тупому трикутнику є протилежною вершині тупого кута.
Гострий трикутник має три вписані квадрати, кожен з яких з одного боку збігається з частиною сторони трикутника та з іншими двома вершинами квадрата на інших двох сторонах трикутника. (У правильному трикутнику два з них зливаються у ту ж площу, тому є лише два окремі квадрати, нанесені на вигляд). Однак у тупого трикутника є лише один вписаний квадрат, одна з його сторін збігається з частиною найдовшої сторони трикутника.:p. 115
Всі трикутники, у яких лінія Ейлера є паралельною до однієї сторони, є гострими.
Ця властивість зберігається для сторони BC, тоді й лише тоді, коли {\displaystyle (\tan B)(\tan C)=3.}

## Нерівності
Див. також: Перелік нерівностей трикутників

### Сторони
Якщо кут С тупий, то для сторін a, b та c ми маємо::p.1,#74
{\displaystyle {\frac {c^{2}}{2}}<a^{2}+b^{2}<c^{2},}
що ліва нерівність наближається до рівності, лише коли кут нахилу рівномірного трикутника наближається до 180 °, а права нерівність наближається до рівності, тільки коли тупий кут наближається до 90 °.
Якщо трикутник гострий, то
{\displaystyle a^{2}+b^{2}>c^{2},\quad b^{2}+c^{2}>a^{2},\quad c^{2}+a^{2}>b^{2}.}

### Висота
Якщо C є найбільшим кутом, а  h    c   — висота від вершини C, тоді для гострого трикутника:p.135,#3109
{\displaystyle {\frac {1}{h_{c}^{2}}}<{\frac {1}{a^{2}}}+{\frac {1}{b^{2}}},}
із протилежною нерівністю, якщо C — тупий.

### Медіана
З найдовшою стороною c і медіанами ma і mb з інших сторін
:p.136,#3110
{\displaystyle 4c^{2}+9a^{2}b^{2}>16m_{a}^{2}m_{b}^{2}}
для гострого трикутника, але з нерівністю, зміненої для тупого трикутника.
Медіана mc від найдовшої сторони є більшою або меншою, ніж радіус описаного кола для гострого або тупого трикутника відповідно::p.136,#3113
{\displaystyle m_{c}>R}
для гострих трикутників — протилежно до тупих.

### Площа
Нерівність Оно для площі A
{\displaystyle 27(b^{2}+c^{2}-a^{2})^{2}(c^{2}+a^{2}-b^{2})^{2}(a^{2}+b^{2}-c^{2})^{2}\leq (4A)^{6},}
виконується для всіх гострих, але не для всіх тупих трикутників.

### Тригонометричні функції
Для гострого трикутника ми маємо, для кутів A, B та C:p.26,#954
{\displaystyle \cos ^{2}A+\cos ^{2}B+\cos ^{2}C<1,}
з зворотною нерівністю, що виконується для тупого трикутника.
Для гострого трикутника з радіусом описаного кола R:p.141,#3167
{\displaystyle a\cos ^{3}A+b\cos ^{3}B+c\cos ^{3}C\leq {\frac {abc}{4R^{2}}}}
і:p.155,#S25
{\displaystyle \cos ^{3}A+\cos ^{3}B+\cos ^{3}C+\cos A\cos B\cos C\geq {\frac {1}{2}}.}
Для гострих трикутників:p.115,#2874
{\displaystyle \sin ^{2}A+\sin ^{2}B+\sin ^{2}C>2,}
з зворотною нерівністю для тупого трикутника.
Для гострих трикутників:p178,#241.1
{\displaystyle \sin A\cdot \sin B+\sin B\cdot \sin C+\sin C\cdot \sin A\leq (\cos A+\cos B+\cos C)^{2}.}
Для будь-якого трикутника трійка дотичної ідентичності визначає, що сума тангенсів кутів дорівнює їх добутку. Оскільки гострий кут має позитивне дотичне значення, а тупий кут має негативний, вираз для знаходження добутку тангенсів показує, що
{\displaystyle \tan A+\tan B+\tan C=\tan A\cdot \tan B\cdot \tan C>0}
для гострих трикутників, в той час як протилежний напрям нерівності використовується для тупих трикутників.
Ми маємо::p.26,#958
{\displaystyle \tan A+\tan B+\tan C\geq 2(\sin 2A+\sin 2B+\sin 2C)}
для гострих трикутників, і зворотна для тупого трикутника.
Для всіх гострих трикутників:p.40,#1210
{\displaystyle (\tan A+\tan B+\tan C)^{2}\geq (\sec A+1)^{2}+(\sec B+1)^{2}+(\sec C+1)^{2}.}
Для всіх гострих трикутників, що мають центр вписаного кола r і центр описаного кола R:p.53,#1424
{\displaystyle a\tan A+b\tan B+c\tan C\geq 10R-2r.}
Для гострих трикутників з площею K,:p.103,#2662
{\displaystyle ({\sqrt {\cot A}}+{\sqrt {\cot B}}+{\sqrt {\cot C}})^{2}\leq {\frac {K}{r^{2}}}.}

### Радіуси описаного, вписаного і дотичного кіл
У гострому трикутнику сума радіуса описаного кола R і вписаного кола r менше половини суми найкоротших сторін a і b::p.105,#2690
{\displaystyle R+r<{\frac {a+b}{2}},}
а зворотна нерівність виконується для тупого трикутника.
Для гострого трикутника з медіанами ma , mb та mc і радіусом описаного кола R, ми маємо::p.26,#954
{\displaystyle m_{a}^{2}+m_{b}^{2}+m_{c}^{2}>6R^{2}}
а протилежна нерівність виконується для тупого трикутника.
Також для гострого трикутника задовольняє формула::p.26,#954
{\displaystyle r^{2}+r_{a}^{2}+r_{b}^{2}+r_{c}^{2}<8R^{2},}
у термінах радіусів дотичних кіл ra , rb та rc ,
знову ж таки з зворотною нерівністю, що виконується для тупого трикутника.
Для гострого трикутника з півперіметром s,:p.115,#2874
{\displaystyle s-r>2R,}
а зворотна нерівність виконується для тупого трикутника.
Для гострого трикутника з площею K,:p.185,#291.6
{\displaystyle ab+bc+ca\geq 2R(R+r)+{\frac {8K}{\sqrt {3}}}.}

### Відстані між центрами трикутників
Для гострого трикутника відстань між центром описаного кола O і ортоцентром H обчислюється за формулою:p.26,#954
{\displaystyle OH<R,}
а за протилежною нерівністю обчислюється для тупого трикутника.
Для гострого трикутника відстань між центром вписаного кола I і ортоцентром H обчислюється так:p.26,#954
{\displaystyle IH<r{\sqrt {2}},}
де r — це радіус вписаного кола, із зворотною нерівністю для тупого трикутника.

### Вписаний квадрат
Якщо один з вписаних квадратів гострого трикутника має довжину боків xa, а інший — xb, де xa < xb, тоді:p. 115
{\displaystyle 1\geq {\frac {x_{a}}{x_{b}}}\geq {\frac {2{\sqrt {2}}}{3}}\approx 0.94.}

### Два трикутники
Якщо два тупих трикутника мають сторони (a, b, c) і (p, q, r), де c та r — найдовші сторони, тоді:p.29,#1030
{\displaystyle ap+bq<cr.}

## Приклади

### Трикутники із спеціальними назвами
Трикутник Калабі є єдиним нерівностороннім трикутником, для якого найбільша площа, яка підходить в інтер'єрі, може бути розташована будь-яким з трьох різних способів, він тупий та рівнобедрений з основними кутами 39.1320261 … ° та третьою шириною 101.7359477 .. °.
Правильний трикутник з трьома кутами 60 °, гострий.
Трикутник Морлі, утворений з будь-якого трикутника на перехрестях його сусідніх кутових триекранів, є рівнобічним і, отже, гострим.
Золотий трикутник — це рівнобедрений трикутник, у якому співвідношення дубліката сторони до основної сторони дорівнює золотому перетину співвідношенню. Він гострий з кутами 36 °, 72 ° та 72 °, що робить його єдиним трикутником з кутами пропорцій 1:2:2.
Трикутник семикутника із сторонами, що збігаються із стороною, коротшою діагоналлю і довгою діагоналлю правильного семикутника — це тупий трикутник, з кутами {\displaystyle \pi /7,2\pi /7} та {\displaystyle 4\pi /7.}

### Трикутники з цілими сторонами
Єдиний трикутник з послідовними цілими числами для висоти і сторін, гострий, має сторони (13,14,15) і висоту із сторони 14 проти 12.
Трикутник з найменшим периметром і з цілими сторонами в арифметичній прогресії та трикутник з найменшим периметром з різними цілими сторонами, є тупим, а саме із сторонами (2, 3, 4).
Трикутники з одним кутом, який двічі більший за інший, з цілими сторонами в арифметичній прогресії, є гострими: а саме трикутник із сторонами (4,5,6) та кратні йому.
Не існує гострих цілосторонніх трикутників з площею, яка дорівнює периметру, але є три тупі трикутники, що мають сторони (6,25,29), (7,15,20) і (9,10,17).
Найменший трикутник з цілими сторонами і з трьома раціональними медіанами — гострий, із сторонами (68, 85, 87).
Трикутники Герона мають цілі сторони та цілі площі. Похилий трикутник Герона з найменшим периметром — гострий, із сторонами (6, 5, 5). Два трикутники Герона, які мають найменшу площу, — це гострий із сторонами (6, 5, 5) та тупий із сторонами (8, 5, 5), площа кожного з яких дорівнює 12.